# عبد العزيز عبد الغني إبراهيم
عبد العزيز عبد الغني إبراهيم (1939 - 5 فبراير 2022) هو باحثٌ وأستاذ جامعي سوداني. صُدر له العديد من المؤلفات حول تاريخ منطقة الخليج والحضارات القديمة، والجزيرة العربية منها كتاب «بريطانيا وأمارات الساحل العماني» عام 1978.

## سيرته
ولد عبد العزيز عبد الغني إبراهيم في السودان بتاريخ 1939. حصل على الماجستير في التاريخ الحديث في عام 1977. ثم نال على درجة الدكتوراه في عام 1980. عمل أستاذًا جامعيًا في عدد من المعاهد والجامعات العربية منها جامعة الإمام محمد بن سعود الإسلامية في السعودية منذ عام 1980 حتى 1991، جامعة النيلين في الخرطوم من عام 1997 حتى 1999، وجامعة الإمارات العربية المتحدة عام 2000. اهتم إبراهيم بدراسة تاريخ منطقة الخليج العربي وله العديد من الدراسات الوثائقية والأبحاث المتعلقد بمجال تاريخ الخليج والجزيرة العربية فقد صُدر له ما يزيد عن ثلاثين كتابًا حول دراسات الخليج وشرق أفريقيا، وترجمات لرحلات بعض الغربيين، ومناهج البحث العلمي في التاريخ، بالإضافة إلى تاريخ السودان القديم وتاريخ الحضارات القديمة. كما أصدر عدد من البحوث في دوريات ومجلات منها مجلة كلية العلوم الاجتماعية جامعة الإمام محمد بن سعود الإسلامية، ومجلة دراسات أفريقية، ومجلة رواق التاريخ والتراث التي تصدر عن مركز حسن بن محمد للدراسات التاريخية.
تُوفي في 5 فبراير (شباط) 2022 ميلاديًا.

## المؤلفات

### الكتب
صُدر لإبراهيم العديد من الكتب منها الذي يلي:
- بريطانيا وأمارات الساحل العمـاني، دراسة وثائقية، مركـز دراسات الخليج العربي، جامعة البصرة، 1978
- التوسع الإقليمي لإيران فـي إمارات الساحل العماني، مركـز دراسات الخليج العــربي، جامعة البصرة،1979
- حكومة الهند والإدارة في الخليج العربي، دراسة وثائقية، دار المريخ، الرياض،1981
- السلام البريطاني في الخليج العربي، دراسة وثائقية، دار المريخ، الرياض، 1981
- سياسة الأمن لحكومة الهند في الخليج العربي (1868-1914) دراسة وثائقية، دارة الملك عبد العزيز الرياض، 1982
- علاقة ساحل عمان ببريطانيا، دراسة وثائقية، دارة الملك عبد العزيز، الرياض 1982
- أمراء وغزاة، قصة الحدود والسيادة  الإقليمية في الخليج، دراسة وثائقية، دار الساقي، لندن، 1988
- صراع الأمراء، علاقة نجد  بالقوى السياسية  في الخليج العربي، دراسة وثائقية، لندن 1991
- نجديون وراء الحدود، العقيلات (1750-1950) دار الساقي لندن،1991
- حبال ودمى، بداية العلاقات  العربية الأمريكية، دار الأصالة الخرطوم، 1992
- أهل بلال، جذور الإسلام التاريخية في الحبشة، الدار السودانية للكتب، الخرطوم 1995
- محاضرات في تاريخ النهضة الأوروبية، دار القا، مالطة، 1997
- محاضرات في تاريخ أوروبا بين النهضة والثورة الفرنسية، دار ألقا مالطة، 1997
- التاريخ: تاريخه وتفسيره وكتابته، الدار السودانية للكتب، الخرطوم  1999
- من الوثائق العثمانية في تاريخ الخليج والجزيرة العربية، مركز زايد للتراث والتاريخ العين، 2001
- من المصادر البريطانية في تاريخ الخليج والجزيرة العربية، مركز زايد للتراث والتاريخ، العين 2001
- من وثائق الأرشيف المصري في تاريخ الخليج وشبه الجزيرة العربية، مركز زايد للتراث والتاريخ، العين، 2001
- تاريخ عمان (ترجمة رحلة  ولستد في عمان)، دار الساقي، بيروت، 2001
- أبو ظبي، توحيد الإمارة وقيام الاتحاد، مركز الوثائق والبحوث، أبو ظبي، 2004
- قطر الحديثة: قراءة في وثائق سنوات نشأة إمارة آل ثاني، 1840 1919، دار الساقي، بيروت، 2013
- روايات غربية عن رحلات  في شبه الجزيرة العربية، الجزء الأول (1500-1840)، دار الساقي، بيروت، 2013
- روايات غربية  عن رحلات في شبه الجزيرة العربية، الجزء الثاني (1850-1880)، دار الساقي، بيروت، 2013
- روايات غربية عن رحلات في شبـه الجزيرة العربيـة، الجزء الثالث  (1900-1952)، دار الساقي، بيروت،2013
- الشيخ قاسم بن محمد آل ثاني،  الجزء الأول: السيرة  الشخصية، دار الساقي بيروت، 2017
- الشيخ قاسم بن محمد آل ثاني، الجزء الثاني: العلاقة مع البحرين، دار الساقي بيروت، 2017
- الشيخ قاسم بن محمد، آل ثاني، الجزء الثالث: العلاقة مع الدولة العثمانية، دار الساقي، بيروت، 2017
- كتاب مختارات من وثائق بومباي الصادر في عام 1856، (ترجمة) مركز حسن بن محمد للدراسات التاريخية، قطر، 2017

### أبحاث
بعض أبحاث إبراهيم:
- العلاقات العربية  الأفريقية: دراسة للآثار السلبية للاستعمار الصادر عن معهد البحوث والدراسات العربية بالقاهرة، 1977، بحث بعنوان: «الاستعمار الإيطالي  وأثره على الإسلام والعروبة في أفريقيا.»
- الأزمة اللبنانية الصادر عن معهد البحوث والدراسات العربية 1979، بحث بعنوان:«العلاقات السورية اللبنانية  في فترة الاستعمار الفرنسي.»
- أبو ظبي واللؤلؤ - قصة لها تاريخ، الصادر عن مركز الحصـــــن للدراسات  التاريخية، ابوظبي،2011 بحثين:«التعهدات والمعاهدات  والاتفاقات  بين بريطانيا وشيوخ الإمارات»، و«الرحالة الغربيون في إمارة أبو ظبي  في العصر الحديث»